# Trusted Computing Platform Alliance
Die Trusted Computing Platform Alliance (TCPA) war ein Konsortium, das 1999 von Microsoft, IBM, Hewlett-Packard und Compaq gegründet wurde. Ihr gehörten etwa 200 Unternehmen aus dem Hardware- und Softwarebereich an. Im April 2003 ging die TCPA in der Nachfolgeorganisation Trusted Computing Group (TCG) auf.
Die damit verwirklichten Eigenschaften lassen sich auch für digitale Rechteverwaltung nutzen, was von den TCPA-Mitgliedern jedoch nur als Nebenprodukt der Spezifikation gesehen wird.

## Geschichte
Aufgrund des Vetorechts aller 200 Mitglieder erwies sich die TCPA als nicht handlungsfähig. Als Konsequenz wurde im April 2003 die offizielle Nachfolgeorganisation Trusted Computing Group (TCG) gegründet, die die bis dahin geschaffenen Spezifikationen übernahm und ihre Weiterentwicklung fortführt.
Die TCPA war seit ihrer Gründung heftig umstritten. Während Befürworter die damit mögliche höhere Sicherheit in den Vordergrund stellten, warfen Kritiker vor, dass TCPA hauptsächlich zur Nutzerkontrolle und Monopolisierung genutzt werden würde.
Während der Lebensdauer der TCPA (1999–2003) gelang es allerdings entsprechenden Betriebssystemherstellern wie Microsoft nicht, ein darauf aufbauendes Betriebssystem fertig zu entwickeln. Die Standardisierungsaktivitäten der TCPA werden mit einer überarbeiteten Satzung von der Nachfolgeorganisation Trusted Computing Group (TCG) fortgesetzt.

### Pro Trusted Computing
- Homepage der Trusted Computing Group (Nachfolgeorganisation der TCPA)
- Computing“ auf der Seite des Bundesamtes für Sicherheit in der Informationstechnik

### Kontra Trusted Computing
- Trusted Computing: An Animated Short Story ─ von Benjamin Stephan und Lutz Vogel
- Können Sie Ihrem Computer vertrauen? ─ von Richard Stallman